# Величковский, Иоанн
Пресвитер Иоанн Величковский (сам поэт подписывался Иоанъ с одной «н», лат. Ioannes Wieliczkowski, укр. Іван Величковський, пол. Jan Wieliczkowski; ок. 1630, предположительно Черниговщина, Речь Посполитая — 1701, Полтава, Войско Запорожское, Царство Русское) — видный деятель культуры украинского (казацкого) барокко, православный священник, богослов, духовный поэт, писатель, переводчик, теоретик стихосложения на церковнославянском языке русского (украинско-белорусского) извода.
Иоанн развивал жанр курьёзной поэзии, писал преимущественно церковным полууставом. Также известен как автор панегирических сочинений на польском языке с латинскими интерполяциями. Пресвитер Святоуспенский Полтавский.
Дед Св. Паисия Величковского.

## Биография
Сведения о жизни Ивана Величковского крайне фрагментарны. Родился Величковский, предположительно, на Черниговщине. Учился в Киево-Могилянском коллегиуме у Варлаама Ясинского. Трудился в типографии Лазаря Барановича, позже поселился в Полтаве и служил там священником до конца своих дней.

## Произведения
Наибольшую известность получил благодаря своим сборникам «Зегар с полузегарком» и «Млеко од овци пастору належне» (букв.: Молоко от овцы пастуху принадлежит). Автор латино-польского макаронического панегирика «Lucubratiuncula». Впервые «Lucubratiuncula» была упомянута в научной литературе в статье «Латино-польские сочинения писателей малороссийских» Михаила Максимовича, опубликованной в 1850 году в альманахе «Киевлянинъ». Текст «Lucubratiuncula» состоит из 272 строк, поделенных на 68 сапфических строф, в которых Иоанн Величковский наряду со знанием христианской экзегетики демонстрирует глубокие познания античной литературы. В нравоучительной поэзии Иоанн Величковский проявлял интерес к проблемам разных слоев общества: казачества, духовенства, знати, купечества, бедняков. Как и свои современники, такие как Лазарь (Баранович) и Климентий Зиновьев, Величковский выступает ревнителем семейных ценностей, пишет о верности в браке и месте женщины в семье как хранительницы домашнего очага.
Иван Величковский также известен как переводчик новолатинской поэзии в жанре carmina curiosa на церковнославянский поллустав, своей целью он поставил не просто знакомить читателя с произведениями чужеземцев, но и развивать свои собственные формы в поэзии в пример другим. В «Предисловии» к сборнику «Млеко» он пишет, что вознамерился «нѣкоторыє значнѣйшые штуки поетицкіє руским языком выразити, не з якого языка на рускій оныє переводячи, але власною працею моєю ново на подобенство інородных составляючи, a нѣкоторые и цѣле рускіє способы вынайдуючи, которые и иншим языком анѣ ся могут выразити».